# Instituto de España
L'Institut d'Espanya (en castellà: Instituto de España) és la institució que agrupa les nou Reials Acadèmies oficials establertes a Madrid i que està format pel conjunt de llurs acadèmics numeraris. Segons els seus estatuts, té l'objectiu de «mantenir i estrényer la fraternitat espiritual de les vuit Reials Acadèmies espanyoles, que han d'ajudar-se i complementar-se entre si per una major eficàcia de les tasques i activitats, i formar la superior representació acadèmica nacional a Espanya i a l'estranger».

## Història
L'Institut d'Espanya fou creat, per decret d'1 de gener de 1938, pel ministeri d'Educació dirigit per Pedro Sáinz Rodríguez, a Salamanca.2019 Els seus fundadors foren Eugeni d'Ors, Pedro Muguruza i Agustín González de Amezúa. Manuel de Falla (membre de la Real Academia de Bellas Artes de San Fernando) en fou elegit el seu primer president, tot i que no va prendre possessió del càrrec.
Durant la seua història va canviar de seu diverses vegades.
L'any 1942 fou nomenat president el bisbe de Madrid, Leopoldo Eijo y Garay que era membre de la Real Academia Española, i va estar en el càrrec fins a 1963. El va succeir Juan Contreras y López de Ayala, Marqués de Lozoya i membre de la Real Academia de la Historia, fins al gener de 1972. Durant uns mesos d'aquest mateix any, i fins a la seva mort, el president fou Luis Martínez de Irujo, Duque de Alba (consort) i membre de la Real Academia de Bellas Artes de San Fernando. El va substituir Manuel Lora-Tamayo Martín que era membre de la Reial Acadèmia Nacional de Farmàcia i que va ocupar el càrrec fins a 1978.
Aquest mateix any va assumir la presidència Fernando Chueca Goitia, membre de la Real Academia de Bellas Artes de San Fernando i de la Real Academia de la Historia. L'octubre de 1986 fou elegit president Miguel Artola Gallego, membre de la Real Academia de la Historia, que va presentar la seva dimissió a finals de 1995. El va substituir Margarita Salas Falgueras, que és membre de la Reial Acadèmia de Ciències Exactes, Físiques i Naturals i de la Reial Acadèmia Espanyola. L'any 2003 va ser nomenat l'actual president, Salustiano del Campo Urbano, membre de la Reial Acadèmia de Ciències Morals i Polítiques.2019
El 1994 va crear la Càtedre Amèrica, per a fomentar la col·laboració científica amb les universitat americanes hispanòfones.
El 14 de juliol de 2015 s'hi incorpora la Reial Acadèmia d'Enginyeria d'Espanya. Les últimes incorporacions s'havien produït el setembre de 1946.

## Activitats
L'Institut organitza les seves activitats mitjançant tres línies fonamentals:
- Els cecles de conferències.
- Els cursos de Tercer Cicle.
- Les publicacions especialitzades.

Celebra tres sessions públiques i solemnes amb motiu de:
- La commemoració de la seva fundació.
- La Festa del Llibre.
- L'obertura del Curs Acadèmic anual.

## Acadèmies membre
Conformen l'Institut d'Espanya les nou Reials Academies oficials, establertes a Madrid, que són les següents:
- Reial Acadèmia Espanyola
- Reial Acadèmia de Belles Arts de San Fernando
- Reial Acadèmia de la Història
- Reial Acadèmia de Ciències Exactes, Físiques i Naturals
- Reial Acadèmia de Ciències Morals i Polítiques
- Reial Acadèmia Nacional de Medicina
- Reial Acadèmia de Jurisprudència i Legislació
- Reial Acadèmia Nacional de Farmàcia
- Reial Acadèmia d'Enginyeria d'Espanya

Des de l'octubre de 1979, existeix la figura de «Membre Associat de l'Institut d'Espanya», per tal de vincular les Acadèmies regionals, provincials i locals a l'Institut, i coordinar les seves activitats en benefici de l'activitat acadèmica en general. L'any 2006 hi havia 50 acadèmies associades.